# مين باتل
مين باتل (7 يوليو 1970 في الهند - ) (بالإنجليزية: Min Patel)‏ هو لاعب كريكت بريطاني. شارك مع منتخب إنجلترا للكريكت. أما مع النوادي، فقد لعب مع Kent County Cricket Club ‏ وCentral Districts cricket team ‏.

## وصلات خارجية
- مين باتل على موقع إي آس بي آن كريك إنفو (الإنجليزية)